# Future History
Future history is een studioalbum van Jason Derülo. Het is de opvolger van het album Jason Derülo. Op de albumhoes staat Jason Derulo al dansend op een donkere achtergrond. De platinum edition kwam een jaar later in 2012 uit. De platium editie bevatte de originele nummers, remixes en zijn promotie single Undefeated (2012).

## Achtergrond

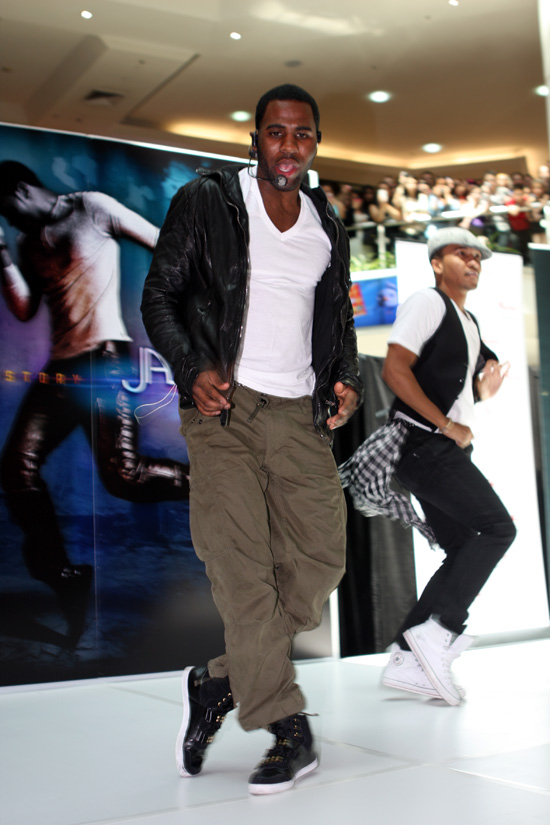
Jason tijdens een promotie optreden voor het album

De titel "Future History" werd gezien door Jason Derulo als een ode aan de zanger Michael Jackson. De in 2009 overleden artiest bracht in 1995 het album "HIStory: Past, Present and Future". "Future History" was een duidelijke verwijzing naar dat album. Ook betekende de titel voor Jason Derulo dat hij nu zelf meer instond voor zijn muziek, zonder te veel hulp van anderen.
De eerste single, Don't Wanna Go Home verscheen in mei 2011 en behaalde in verschillende landen de nummer 1. De tweede single van het album It Girl kwam uit op 9 augustus 2011. De cover van het album werd op het internet gezet op 1 augustus 2011, op dezelfde dag werd de verschijningsdatum ook bekendgemaakt. It Girl werd uiteindelijk het grootste succes van het album. Na deze twee singles kwam het album wereldwijd uit. Ook werd er een deluxe versie verkocht met twee bonusnummers "Overdose" en "Give It To Me". In Japan kreeg men nog het nummer "Bombs Away" erbij. Het album bereikte in Nederland een 62ste plaats, in België een 38ste plaats. Eind oktober kwam de derde single Breathing. Al snel volgde Fight For You als vijfde single eind november 2011. Normaal moest "Make Is Up As We Go" de zesde single worden van het album, dit is uiteindelijk genuleerd wegens opmerkingen dat Derulo het nummer zou opgenomen hebben onder invloed van alcohol.

### Wereldtour
De "Future History World Tour" moest van start gaan in maart 2012. Ook in België en Nederland zou de tour rondgaan. Tijdens trainingen voor zijn wereldtour kwam Jason Derulo ten val tijdens het dansen. Hij brak een nekwervel waardoor hij zijn wereldtour moest annuleren daardoor werd het enkele maanden stil rondom Derulo. Ondertussen verscheen wel een remix versie van It Girl waarin hij en zijn vrouw Jordin Sparks zingt. In mei verscheen het nummer Undefeated als promotie van de Amerikaanse Idool en Coca Cola. Undefeated verscheen zo ook op de platinum editie in 2012.

## Liedjes
1. "Don't Wanna Go Home"
2. "It Girl"
3. "Breathing"
4. "Be Careful"
5. "Make It Up As We Go"
6. "Fight for You"
7. "Pick Up the Pieces"
8. "Givin' Up"
9. "Bleed Out"
10. "That's My Shhh"
11. "X"
12. "Dumb"
13. "Overdose" (enkel op deluxe versie & in Japan)
14. "Give It to Me" (enkel op deluxe versie & in Japan)

- De single "Undefeated" was enkel terug te vinden op de Platinum editie (Augustus 2012)

## Uitgave
| Land           | Datum             | Formaat | Label                        |
| -------------- | ----------------- | ------- | ---------------------------- |
| Duitsland      | 16 september 2011 | Cd      | Warner Music Group           |
| Frankrijk      | 19 september 2011 | Cd      | Warner Music Group           |
| United Kingdom | 26 september 2011 | Cd      | Warner Music Group           |
| Canada         | 27 september 2011 | Cd      | Beluga Heights, Warner Bros. |
| Amerika        | 27 september 2011 | Cd      | Beluga Heights, Warner Bros. |
| België         | 27 september 2011 | Cd      | Beluga Heights, Warner Bros. |

## Hitnoteringen

### NederlandseAlbum Top 100
| Hitnotering: 15-10-2011 t/m 22-10-2011 | Hitnotering: 15-10-2011 t/m 22-10-2011 | Hitnotering: 15-10-2011 t/m 22-10-2011 | Hitnotering: 15-10-2011 t/m 22-10-2011 |
| Week:                                  | 1                                      | 2                                      |                                        |
| -------------------------------------- | -------------------------------------- | -------------------------------------- | -------------------------------------- |
| Positie:                               | 62                                     | 77                                     | uit                                    |

### VlaamseUltratop 100Albums
| Hitnotering: 15-10-2011 t/m 19-11-2011 | Hitnotering: 15-10-2011 t/m 19-11-2011 | Hitnotering: 15-10-2011 t/m 19-11-2011 | Hitnotering: 15-10-2011 t/m 19-11-2011 | Hitnotering: 15-10-2011 t/m 19-11-2011 | Hitnotering: 15-10-2011 t/m 19-11-2011 | Hitnotering: 15-10-2011 t/m 19-11-2011 | Hitnotering: 15-10-2011 t/m 19-11-2011 |
| Week:                                  | 1                                      | 2                                      | 3                                      | 4                                      | 5                                      | 6                                      |                                        |
| -------------------------------------- | -------------------------------------- | -------------------------------------- | -------------------------------------- | -------------------------------------- | -------------------------------------- | -------------------------------------- | -------------------------------------- |
| Positie:                               | 49                                     | 38                                     | 53                                     | 76                                     | 78                                     | 88                                     | uit                                    |